# Onosma psammophilum
Onosma psammophilum är en strävbladig växtart som beskrevs av Karl Heinz Rechinger och Riedl. Onosma psammophilum ingår i släktet Onosma och familjen strävbladiga växter. Inga underarter finns listade i Catalogue of Life.